# Башча (Рожаје)
Башча је насеље у општини Рожаје у Црној Гори. Према попису из 2011. био је 141 становник (према попису из 2003. било је 164 становника).

## Демографија
У насељу Башча живи 119 пунолетних становника, а просечна старост становништва износи 39,0 година (39,0 код мушкараца и 39,0 код жена). У насељу има 58 домаћинстава, а просечан број чланова по домаћинству је 2,83.
Становништво у овом насељу веома је хетерогено.
|  |

| Демографија | Демографија | Демографија |
| Година      | Становника  | Становника  |
| ----------- | ----------- | ----------- |
|             |             |             |
|             |             |             |
|             |             |             |
|             |             |             |
| 1948.       | 362         |             |
| 1953.       | 393         |             |
| 1961.       | 413         |             |
| 1971.       | 350         |             |
| 1981.       | 222         |             |
| 1991.       | 163         | 163         |
| 2003.       | 164         | 164         |
| 2011.       |             | 141         |
|             |             |             |

| Национални састав према попису из 2003.‍ | Национални састав према попису из 2003.‍ | Национални састав према попису из 2003.‍ | Национални састав према попису из 2003.‍ | Национални састав према попису из 2003.‍ |
| --------------------------------------- | --------------------------------------- | --------------------------------------- | --------------------------------------- | --------------------------------------- |
|                                         |                                         |                                         |                                         |                                         |
| Срби                                    | Срби                                    |                                         | 91                                      | 55,48%                                  |
| Црногорци                               | Црногорци                               |                                         | 72                                      | 43,90%                                  |

| Национални састав према попису из 2011.‍ | Национални састав према попису из 2011.‍ | Национални састав према попису из 2011.‍ | Национални састав према попису из 2011.‍ | Национални састав према попису из 2011.‍ |
| --------------------------------------- | --------------------------------------- | --------------------------------------- | --------------------------------------- | --------------------------------------- |
|                                         |                                         |                                         |                                         |                                         |
| Срби                                    | Срби                                    |                                         | 97                                      | 68,79%                                  |
| Црногорци                               | Црногорци                               |                                         | 44                                      | 31,21%                                  |

| \| \| м \| \| \| ж \| \| ? \| 0 \| \| \| 0 \| \| 80+ \| 5 \| \| \| 1 \| \| 75—79 \| 3 \| \| \| 3 \| \| 70—74 \| 4 \| \| \| 6 \| \| 65—69 \| 4 \| \| \| 5 \| \| 60—64 \| 6 \| \| \| 9 \| \| 55—59 \| 2 \| \| \| 2 \| \| 50—54 \| 4 \| \| \| 2 \| \| 45—49 \| 9 \| \| \| 5 \| \| 40—44 \| 2 \| \| \| 3 \| \| 35—39 \| 9 \| \| \| 8 \| \| 30—34 \| 5 \| \| \| 3 \| \| 25—29 \| 4 \| \| \| 1 \| \| 20—24 \| 3 \| \| \| 5 \| \| 15—19 \| 7 \| \| \| 6 \| \| 10—14 \| 7 \| \| \| 5 \| \| 5—9 \| 6 \| \| \| 5 \| \| 0—4 \| 7 \| \| \| 8 \| \| Просек : \| 3 \| \| \| 0 \| |   |  |  |   |
| |   |  |  |   |
| | м |  |  | ж |
| ? | 0 |  |  | 0 |
| 80+ | 5 |  |  | 1 |
| 75—79 | 3 |  |  | 3 |
| 70—74 | 4 |  |  | 6 |
| 65—69 | 4 |  |  | 5 |
| 60—64 | 6 |  |  | 9 |
| 55—59 | 2 |  |  | 2 |
| 50—54 | 4 |  |  | 2 |
| 45—49 | 9 |  |  | 5 |
| 40—44 | 2 |  |  | 3 |
| 35—39 | 9 |  |  | 8 |
| 30—34 | 5 |  |  | 3 |
| 25—29 | 4 |  |  | 1 |
| 20—24 | 3 |  |  | 5 |
| 15—19 | 7 |  |  | 6 |
| 10—14 | 7 |  |  | 5 |
| 5—9 | 6 |  |  | 5 |
| 0—4 | 7 |  |  | 8 |
| Просек : | 3 |  |  | 0 |

| Број домаћинстава према пописима из периода 1948—2003. | Број домаћинстава према пописима из периода 1948—2003. | Број домаћинстава према пописима из периода 1948—2003. | Број домаћинстава према пописима из периода 1948—2003. | Број домаћинстава према пописима из периода 1948—2003. | Број домаћинстава према пописима из периода 1948—2003. | Број домаћинстава према пописима из периода 1948—2003. | Број домаћинстава према пописима из периода 1948—2003. |
| Година пописа                                          | 1948.                                                  | 1953.                                                  | 1961.                                                  | 1971.                                                  | 1981.                                                  | 1991.                                                  | 2003.                                                  |
| ------------------------------------------------------ | ------------------------------------------------------ | ------------------------------------------------------ | ------------------------------------------------------ | ------------------------------------------------------ | ------------------------------------------------------ | ------------------------------------------------------ | ------------------------------------------------------ |
| Број домаћинстава                                      | 54                                                     | 61                                                     | 62                                                     | 62                                                     | 53                                                     | 51                                                     | 58                                                     |

| Број домаћинстава по броју чланова према попису из 2003. | Број домаћинстава по броју чланова према попису из 2003. | Број домаћинстава по броју чланова према попису из 2003. | Број домаћинстава по броју чланова према попису из 2003. | Број домаћинстава по броју чланова према попису из 2003. | Број домаћинстава по броју чланова према попису из 2003. | Број домаћинстава по броју чланова према попису из 2003. | Број домаћинстава по броју чланова према попису из 2003. | Број домаћинстава по броју чланова према попису из 2003. | Број домаћинстава по броју чланова према попису из 2003. | Број домаћинстава по броју чланова према попису из 2003. | Број домаћинстава по броју чланова према попису из 2003. |
| Број чланова                                             | 1                                                        | 2                                                        | 3                                                        | 4                                                        | 5                                                        | 6                                                        | 7                                                        | 8                                                        | 9                                                        | 10 и више                                                | Просек                                                   |
| -------------------------------------------------------- | -------------------------------------------------------- | -------------------------------------------------------- | -------------------------------------------------------- | -------------------------------------------------------- | -------------------------------------------------------- | -------------------------------------------------------- | -------------------------------------------------------- | -------------------------------------------------------- | -------------------------------------------------------- | -------------------------------------------------------- | -------------------------------------------------------- |
| Број домаћинстава                                        | 58                                                       | 14                                                       | 18                                                       | 7                                                        | 8                                                        | 8                                                        | 2                                                        | 0                                                        | 0                                                        | 1                                                        | 0                                                        |

| Пол    | Укупно | Неожењен/Неудата | Ожењен/Удата | Удовац/Удовица | Разведен/Разведена | Непознато |
| ------ | ------ | ---------------- | ------------ | -------------- | ------------------ | --------- |
| Мушки  | 67     | 25               | 34           | 7              | 0                  | 1         |
| Женски | 59     | 11               | 34           | 12             | 0                  | 2         |
| УКУПНО | 126    | 36               | 68           | 19             | 0                  | 3         |

| Пол    | Укупно                    | Пољопривреда, лов и шумарство | Рибарство                            | Вађење руде и камена | Прерађивачка индустрија       |
| ------ | ------------------------- | ----------------------------- | ------------------------------------ | -------------------- | ----------------------------- |
| Мушки  | 33                        | 19                            | 0                                    | 0                    | 3                             |
| Женски | 28                        | 23                            | 0                                    | 0                    | 0                             |
| Укупно | 61                        | 42                            | 0                                    | 0                    | 3                             |
|        |                           |                               |                                      |                      |                               |
| Пол    | Производња и снабдевање   | Грађевинарство                | Трговина                             | Хотели и ресторани   | Саобраћај, складиштење и везе |
| Мушки  | 0                         | 0                             | 0                                    | 0                    | 1                             |
| Женски | 0                         | 0                             | 1                                    | 0                    | 0                             |
| Укупно | 0                         | 0                             | 1                                    | 0                    | 1                             |
|        |                           |                               |                                      |                      |                               |
| Пол    | Финансијско посредовање   | Некретнине                    | Државна управа и одбрана             | Образовање           | Здравствени и социјални рад   |
| Мушки  | 0                         | 2                             | 4                                    | 2                    | 1                             |
| Женски | 0                         | 0                             | 0                                    | 2                    | 0                             |
| Укупно | 0                         | 2                             | 4                                    | 4                    | 1                             |
|        |                           |                               |                                      |                      |                               |
| Пол    | Остале услужне активности | Приватна домаћинства          | Екстериторијалне организације и тела | Непознато            | Непознато                     |
| Мушки  | 0                         | 0                             | 0                                    | 1                    | 1                             |
| Женски | 0                         | 0                             | 0                                    | 2                    | 2                             |
| Укупно | 0                         | 0                             | 0                                    | 3                    | 3                             |